# F.E.A.R. 3
F.E.A.R. 3 (também estilizado como F.3.A.R.) é um jogo de tiro e terror psicológico em primeira pessoa desenvolvido pela Day 1 Studios para, Microsoft Windows, PlayStation 3 e Xbox 360, como sequência do jogo F.E.A.R. 2: Project Origin, sendo o terceiro da série F.E.A.R.. Foi anunciado no dia 08 de Abril de 2010, com John Carpenter como responsável pelas cenas em CG e  Steve Niles como roteirista.

## Jogabilidade
Em F.E.A.R. 3, está incluído a opção "Multiplayer, com um dos jogadores na forma de cobertura e com mais sustos durante o jogo", de acordo o fundador e presidente Denny Thorleycom da Day 1 Studios. No jogo, os jogadores controlam Point Man ou Paxton Fettel, o protagonista e o antagonista, respectivamente do primeiro jogo F.E.A.R.. O sistema de controle para o Point Man é o mesmo que foi para os dois jogos anteriores, dando ao jogador uma lista de comando típicos dos jogos de tiro em primeira pessoa (escolher as armas de fogo, lançadores de granadas, os itens de ativação, etc...), bem como a capacidade para retardar o tempo. Como Fettel, o jogador auxilia o Point Man, usando a telecinese, tonteio, ataque corpo a corpo, que é exclusivo para Fettel e outras habilidades. Além dessas habilidades, o jogador também tem acesso pleno às habilidades que Fettel possui. Ambos os personagens têm a capacidade de acessar e controlar a tecnologia inimiga (como a vestimenta mech). Além disso, pode-se ser jogado no modo online como offline na opção Multiplayer. E como foi confirmado no último E3, é possíver ainda, dividir a tela no modo Multiplayer, nas versões para PlayStation 3 e Xbox 360. Depois de concluir uma fase como Point Man, você pode repetir novamente essa fase como um único jogador, no personagem Paxton Fettel[carece de fontes?].

## Campanha
A campanha para F.E.A.R. 3 é dividida em oito fases diferentes chamadas intervalos. Em cada intervalo, o jogador passa por uma área diferente, ou como Point Man ou como Fettel, seguindo o homem que engravidou a sua mãe, que aconteceu no jogo F.E.A.R. 2[carece de fontes?].

## Requisitos do sistema
Requisitos mínimos:
- Microsoft Windows XP
- Intel Core 2 Duo 2.4 GHz ou AMD Athlon X2 4800+
- 2 GB of RAM
- Placa de vídeo NVIDIA GeForce 8800 GT 512 MB ou ATi Radeon HD 3850 512 MB,
- 10 GB de espaço livre no HD

Requisitos recomendado:
- Microsoft Windows 7
- Intel Core 2 Duo 2.93 GHz Intel Core 2 Quad 2.66 GHz ou AMD Phenom II X2 550
- 4 GB of RAM
- Placa de vídeo NVIDIA GeForce 9800 GTX+ 512 MB or ATi Radeon HD 5750 512 MB
- 10 GB de espaço livre no HD